# 月島
月島（日语：／ Tsukishima */?）是日本東京都中央區的町名。現行行政地名為月島一丁目至月島四丁目。2021年（令和3年）7月1日的人口有17,152人。郵遞區號為104-0052。

## 地理
位於中央區沿岸地區的月島1號地。月島2、3號地為勝鬨、月島4號地是晴海。當時的月島因富國強兵國策發展重工業地帶，町內多鐵工廠。除了工廠、商店、最近也陸續建設起高層公寓。

## 歷史
1892年（明治25年）「東京灣澪浚（みおさらい）計畫」為基礎，在東京灣利用浚渫的土方進行填海工程，完成月島1號地（現在的月島一丁目至月島四丁目）。

### 地名由來
月島的名稱來自於東京灣内著名賞月景點月之岬。

### 沿革
- 1892年（明治25年） 月島1號地完成
- 1940年（昭和15年）預定為東京萬博（日语：紀元2600年記念日本万国博覧会）主會場、但因戰爭而中止。
- 1988年（昭和63年）6月8日 東京地下鐵有樂町線月島站開業。
- 2000年（平成12年）12月12日 東京都營地下鐵大江戶線月島站開業。為轉乘站。

## 產物
月島以文字燒聞名，此外也販賣御好燒。月島店家在戰前利用紅生姜、櫻花蝦、魷魚絲等食材研發出新口味的御好燒。清澄通上的商店街（月島西仲通商店街）聚集了70間以上的御好燒店。

## 交通
鐵道
- 東京地下鐵有樂町線 ○月島站
- 都營地下鐵大江戶線 ○月島站

道路
- 清澄通

## 出身名人
- 吉本隆明 - 評論家
- 笠井潔 - 作家
- 岡野加穂留 - 政治學者、前明治大學校長
- 車田正美 - 漫畫家
- 高綠成治 - 貝斯手（ELEPHANT KASHIMASHI）

## 以月島為舞台、背景的作品
小說
- 《幸福號出帆》（三島由紀夫）
- 《4TEEN十四歲》（石田衣良）
- 《月島慕情》（淺田次郎）

短文
- 《月島物語（四方田犬彦）
- 《佃島月島游記　都會之島物語（岸川真）

漫畫
- 《美味大挑戰》（雁屋哲、花咲アキラ）
- 《3月的獅子》（羽海野千花）
- 《熱拳本色》（車田正美）
- 《江戶前精靈》（樋口彰彦）

廣告
- 十六茶（新垣結衣）

連續劇
- 《我們的城市》（1992年10月13日－1998年3月17日）
- 《瞳》（2008年）：NHK晨間小說連續劇
- 《遺留搜查 第2季》（2012年）：朝日電視台
- 《家族的形式》(2016年1月17日-)：日本TBS電視台

## 備註
1. ↑  .   [2021-07-17]. （原始内容存档于2021-08-02）.
2. ↑  月島地区　中央区ホームページ 的存檔，存档日期2013-03-12.

## 外部連結
- 月島地區 町名的由來 - 中央區官方網站